# بيتي فرنسيسكو
بيتي فرنسيسكو (بالإنجليزية: Betty Francisco)‏ هي ممثلة أمريكية، ولدت في 26 سبتمبر 1900 في ليتل روك في الولايات المتحدة، وتوفيت في 25 نوفمبر 1950 في إل سيرريتو في الولايات المتحدة بسبب نوبة قلبية.

## وصلات خارجية
- بيتي فرنسيسكو على موقع IMDb (الإنجليزية)
- بيتي فرنسيسكو على موقع تيرنر كلاسيك موفيز (الإنجليزية)
- بيتي فرنسيسكو على موقع قاعدة بيانات الفيلم (الإنجليزية)